# Chlamydomonas pulvisculus
Chlamydomonas pulvisculus là một loài tảo trong họ Chlamydomonadaceae, thuộc chi Chlamydomonas.